# Bull Lake

Bull Lake é um povoado localizado na província canadense de New Brunswick.
Localização de Bull Lake em Novo Brunswick
46° 6' 18" N 67° 22' 59" W{{{latG}}}° {{{latM}}}' {{{latS}}}" {{{latP}}} {{{lonG}}}° {{{lonM}}}' {{{lonS}}}

.